# Oskoršnica
Oskoršnica este o localitate din comuna Semič, Slovenia, cu o populație de 78 de locuitori.